# Cannabis en Guatemala
El cannabis en Guatemala, a partir de 2016, es ilegal. Otto Pérez, cuando era presidente del país, intentó liderar una campaña de legalización, y varios congresistas intentaron aprobar una ley para la legalización, pero esos esfuerzos fracasaron. Una encuesta realizada en 2012 dijo que el 41% de los guatemaltecos podrían apoyar la despenalización.

## Historia
Una de las primeras leyes que restringió el cannabis fue el Decreto 1331 de 1932, que restringió las "plantas letales" para incluir "cáñamo indio y marihuana". 
En 2012, el expresidente guatemalteco Otto Pérez anunció su apoyo a la despenalización de las drogas, pero dijo que Estados Unidos boicoteó sus planes. Sin embargo, intentó promover la idea en diversos foros, culminando con un discurso que pronunció ante la Asamblea General de las Naciones Unidas en Nueva York el 26 de septiembre de 2012. Una encuesta de ese año reveló que el 41% de los guatemaltecos pensaba que la despenalización era una buena idea. 
En 2016, la Comisión de Legislación y Puntos Constitucionales del Congreso (en español: Comisión de Legislación y Puntos Constitucionales del Congreso) en Guatemala rechazó la Ley para regular el cultivo, producción, distribución, comercialización, consumo medicinal y recreativo de cannabis (en español: Ley para Regular el Cultivo, Producción, Distribución, Comercialización y Consumo Medicinal y Recreativo del Cannabis) como "inviable, inoportuna e inconstitucional". La ley había sido propuesta en abril de ese año por los congresistas del partido Convergencia. Álvaro Velázquez, uno de los congresistas, había dicho que seguiría intentando que la iniciativa avanzara   pero falleció en 2017. 

## Condena y sentencias
Según la ley guatemalteca, el cannabis es ilegal, a partir de 2016, y una persona condenada por consumo personal de una droga (incluido el cannabis) sería condenada a un mínimo de 4 meses de cárcel y una multa de 200 quetzales, y hasta 5 años y una multa de 10.000 quetzales, pero como no se define adecuadamente el "consumo personal", el fiscal puede acusar a la persona de tráfico y el juez puede imponerle una pena de hasta 20 años de prisión. 